# Christian Konrad Sprengel
Christian Konrad Sprengel (Brandenburg an der Havel, Marcgraviat de Brandenburg, 22 de setembre de 1750 - 7 d'abril de 1816) va ser un naturalista alemany conegut sobretot pels seus treballs sobre la sexualitat de les plantes.
Sprengel estudià teologia i filosofia a la Universitat de Halle. El 1775 va començar com mestre a l'escola de l'orfenat i a l'escola militar de Berlín. Va modernitzar i intensivar els mètodes de docència, font d'un conflicte amb el seu director Daniel Friedrich Schulze, alumnes i els seu pares. El 1794, am 44 anys, va haver de jubiliar-se. L'estrès a l'institut ja des de 1782 li va causar una crisi personal. Va demanar ajuda al metge Ernst Ludwig Heim (1747-1834) que el va iniciar a la botànica i que va aconsellar-li de compensar les frustracions professionals per l'observació de la natura. Un consell que li va tornar el seu equilibri psicològic.
Des d'aleshores Sprengel va fer recerca sobre la pol·linització de les plantes i la interacció entre les flors i els insectes que les visiten. Va descobrir la sinergia entre insectes i plantes per a la pol·linització. Amb el seu llibre Das entdeckte Geheimnis der Natur im Bau und in der Befruchtung der Blumen (1793), va ser un dels fundadors de la ciència de l'«ecologia de la pol·linització». Encara junt amb un dels seus predecessors, Josef G. Köhlreuter, és un dels autors clàssics d'aquest camp científic.
Durant la seva vida la comunitat científica no va considerar el seu treball perquè els seus contemporanis consideraven obscè parlar de sexualitat de plantes. Un dels seus opositors més virulents va ser l'escriptor Goethe (1749-1832) que li va reprotxar «donar intel·ligència humana a la natura». Tampoc no l'estimaven perquè en els seus descobriments ja apareixien idees precursors de la teoriea de la selecció natural i evolució, encara no acceptats com a camp científic. Decebut per la menysvaloració pels seus contemporanis, es va retreure de la vida activa, fins a la seva mort a Berlín el 1816.
Sprengel està enterrat al Invalidenfriedhof de Berlín i li han dedicat un petit monument al Jardí i museu botànic de Berlín-Dahlem.
Va durar fins al 1862 quan Charles Darwin va reconèixer molt pòstumament el valor i la importància del treball de Sprenger a la seva obra On the various contrivances by which British and foreign orchids are fertilised by insects, and on the good effects of intercrossing. Successors importants de Sprengel en l'estudi de la pol·linització van ser Paul Knuth, Fritz Knoll i Hans Kugler. Després de la Segona Guerra Mundial la seva obra va ser continuada per Stefan Vogel, Knut Faegri, Leendert van der Pijl, Amos Dafni, G. Ledyard Stebbins i també per Herbert Baker i Irene Baker.
Obra
- Das entdeckte Geheimnis der Natur im Bau und in der Befruchtung der Blumen, 1793.[4]